# Adenocarpus battandieri
Adenocarpus battandieri, vrsta grmova ili majeg drveća iz porodice mahunarki smješten nekad u vlastiti rod Argyrocytisus u tribus Genisteae. A. battandieri je marokanski endem iz mediteranskih šuma,
Vrsta je ime dobila po francuskom ljekarniku i botaničaru Julesu Aiméu Battandieru, koji je bio autoritet za biljke sjeverozapadne Afrike. Uvedena je u europsku vrtlarstvo 1922. godine.

## Sinonimi
- Argyrocytisus battandieri (Maire) Raynaud
- Cytisus battandieri Maire